# Adam Kwaterko

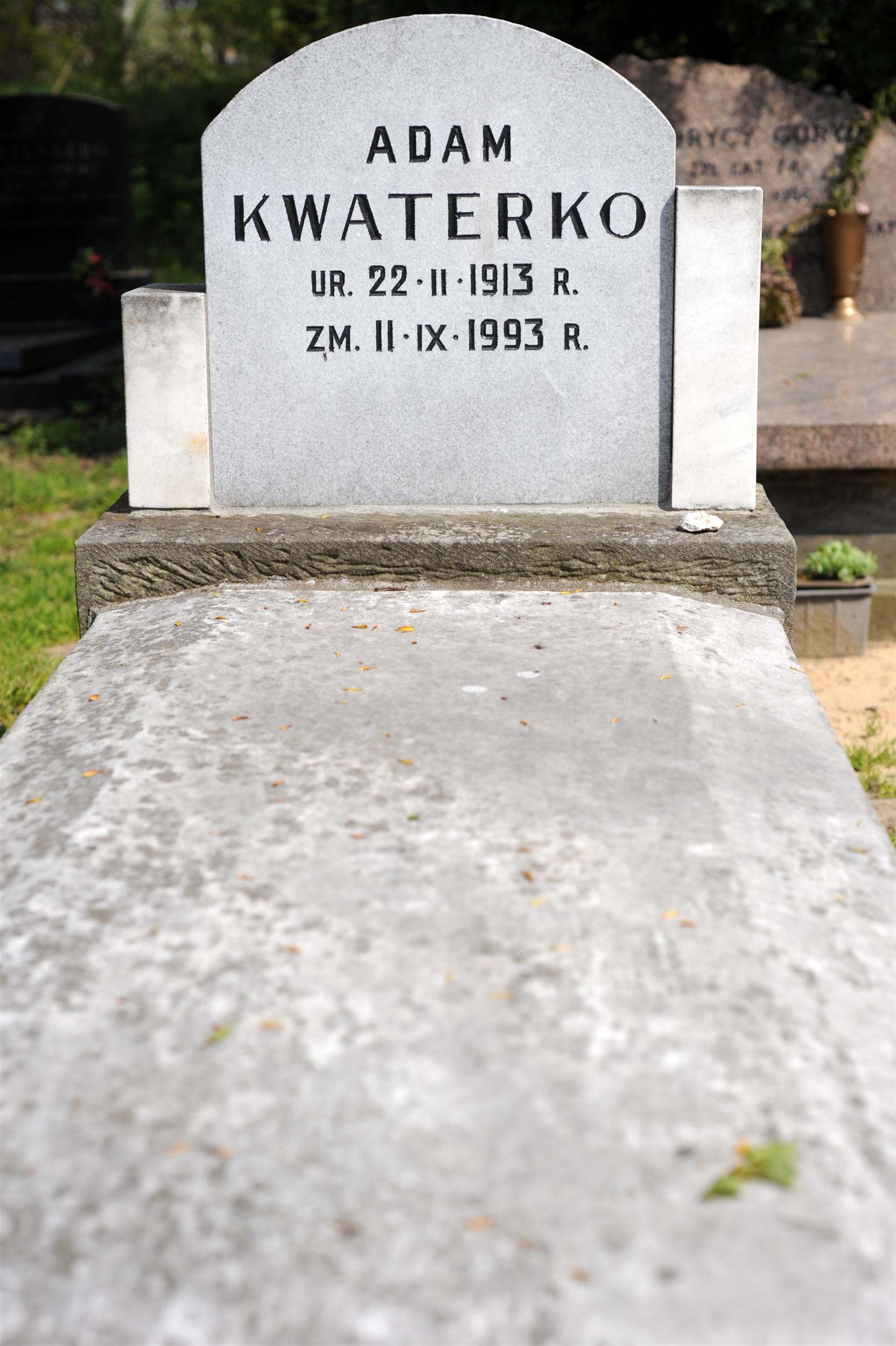
Grób Adama Kwaterki na cmentarzu żydowskim przy ulicy Okopowej w Warszawie

Adam Kwaterko, pierwotnie Abraham Kwaterko (jid. אברהם קוואַטערקאָ; ur. 22 lutego 1913, zm. 11 września 1993 w Warszawie) – polski dziennikarz i publicysta żydowskiego pochodzenia, wieloletni redaktor naczelny gazety żydowskiej Fołks Sztyme.
Adam Kwaterko pochowany jest na cmentarzu żydowskim przy ulicy Okopowej w Warszawie (kwatera 2, rząd 4).